# A1L (Zwitserland)
De A1L (Zwitserland) is een 4,5 km lange autosnelweg in Zwitserland en is een van de vertakkingen van de A1. De weg begint in het centrum van Zürich en gaat voor het grote gedeelte als 2x3-baans autosnelweg naar de A1/A4 bij Wallisellen. Er wordt over gedacht om de weg om te nummeren naar A51 en deze weg dus een verlengde te maken van de A51.